# Фара Ташкентський
«Фара Ташкентський»— узбецька кінокомедія режисер Сардор Нозимов, Продюсер серіалів Шахрух Муртазаеви «Фара Ташкентський». У головних ролях Джавагір Закіров, Муясар Бердікулова i Бобур Пірматов.
Серіал знятий творцями Казахстану та Узбекистану. На початку серіалу він називався «Фара». Пізніше, оскільки багато подій відбувалися в Ташкенті, назву серіалу змінили на «Фара Ташкентського». Шерідан придумав серіал під час пандемії COVID-19. За тиждень він написав сценарій пілотної серії і був прийнятий Закровом у проект. 

## Синопсис
Авторитетний алматинський рекетир, пролежавши в комі 23 року, несподівано приходить до свідомості. На свій жах він усвідомлює, що на дворі 2021 рік, його діти виросли, сам він постарів, а світ змінився до невпізнання. Тепер йому треба адаптуватися до реальності і налагодити стосунки із сім'єю.

## Створення
Про початок розробки телесеріалу було оголошено у грудні 2021 року. Тоді проект мав робочу назву «Фара». Його творець – Сардор Нзамов, а ведучий – Шахрух Муртазаєв. На головну роль затвердили Джавахіра Закірова, для якого проект став теледебютом. У лютому 2022 року було замовлено виробництво першого сезону. У січні 2022 року назву серіалу було змінено: Серіал названий Фара Ташкентський, тому що події серіалу відбуваються в Ташкенті. Пізніше стало відомо, що головні ролі в серіалі зіграють Бобур Пірматов, Муяссар Бердикулова, Маліка Авазова, Аброр Сайназаров. Пізніше до акторського складу приєдналися Азім Юлдашев і Руслан Мірзаєв.

## У ролях
- Джавагір Закіров - Фара

- Муясар Бердікулова

- Бобур Пірматов.

- Малика Авазова

- Аброр Сайназаров

- Азім Юлдашев - Tuổi hạt đến Fara

- Руслан Мірзаєв

- Райхон Ашурова

- Даніор Насріддінов

- Мадінабону Ікромджонова

- Свята Ібрагімова

- Расул Ашуров

- Каромат Ісламова

- Ганішер Рахматіллаєв

- Камоліддін Таджиддінов

- Шерзод Пірматов

- Набібулло Шоколдоров

- Даніор Рікшитиллаєв

- Мусоджон Фархотов

- Самандар Бозоров

- Фарход Зохідов

- Хікмат Тоджиєв

- Руслан Бердієв

- Маліка Абдуллаєва

- Ісмаїл Турсунбоєв

- Адхам Ахунходжаєв

- Мансур Мірза

- Фарход

## Нагороди та номінації
У 2022 році фільм номінувався на премію Salom TV Movie Awards у 6 категоріях:
- Кращий серії

- Найкраща чоловіча роль (Джавагір Закіров)

- Найкраща жіноча роль (Малика Авазова)

- Кращий лиходій (Аброр Сайназаров)

- Прорив року (Расул Ашуров)

- Кращий продюсер року працювати (Шохрух Муртазаев)

## Знімальна група
- Режисер-постановник: Нозимов Сардор

- Автори сценарію: Утиев Алишер, Литовченко Сергей

- Оператор-постановник: Султанов Зие

- Художник-постановник: Нажимов Азиз

- Художники з костюмів: Ибрагимова Муккадас

- Художник з гриму: Кувватова Алия

- Помічники режисера з реквізиту:Карали Елизаветта

- Режисер: Ашурова Райхон

- Режисер з планування: Карали Елизаветта

- Звукорежисер: Шотбоев Хаким

- Технічний директор: Хайдаралиев Усмон

- Музичний редактор: Шотбоев Хаким

- Художник-фактурувальник: Нажимов Азиз

- Виготовлення пластичного гриму: Кувватова Алия

- Виконавчий продюсер: Султанов Рустам

- Директор фільму: Тохтамуродов Хожимурод

- Продюсери: Тохтамуродов Хожимурод

- Продюсер постпродакшн: Тохтамуродов Хожимурод

- Звукорежисери перезапису: Шотбоев Хаким

- Шумове оформлення: Шотбоев Хаким

- Продюсер проекту: Тохтамуродов Хожимурод

- Генеральні продюсери: Муртазаев Шохрух

## Постпродакшн
Музыку к фильму «Фара Ташкентський» написал Анвар Аноркулов. Звукорежиссер  Хаким Шотбоев.
Комплекс звукового пост-продакшн компании СинеЛаб Dolby Digital 5.1. Звуковой дизайн  Хаким Шотбоев. 